# Tweede Kamerverkiezingen 2003/Kandidatenlijst/ChristenUnie
De kandidatenlijst voor de Tweede Kamerverkiezingen 2003 van de ChristenUnie werd op 9 november 2002 door het Uniecongres van de partij vastgesteld. De lijst is grotendeels gebaseerd op de kandidatenlijst voor de verkiezingen van 2002. Dit omdat er vanwege de val van Kabinet Balkenende-I en de plotselinge verkiezingen niet veel tijd was om een nieuwe uitgebreide selectieprocedure te houden. In de aanloop naar het congres liet het bestuur weten  geen vertrouwen meer te hebben in Kars Veling en liet weten dat hij zich geen kandidaat kon stellen. Dit was de oorzaak voor veel kritiek op het bestuur. Het Uniecongres plaatste Dick Stellingwerf op plaats vijf. Aanvankelijk stond hij op plaats zes. Roel Kuiper schoof nu door naar die plek.
Zowel André Rouvoet als Arie Slob werden gekozen. Door de vele voorkeurstemmen die Tineke Huizinga heeft ontvangen is zij op eigen kracht in de Tweede Kamer gekozen en als nummer twee op de lijst geëindigd. Dit ging ten koste van Leen van Dijke.

## De lijst
- vet: verkozen
- schuin: voorkeurdrempel overschreden

1. André Rouvoet - 157.594 stemmen
2. Arie Slob - 10.281
3. Leen van Dijke - 6.034
4. Tineke Huizinga-Heringa - 19.650
5. Dick Stellingwerf - 2.053
6. Roel Kuiper - 470
7. Reinier Koppelaar - 748
8. Eise van der Sluis - 508
9. Marien Bikker - 231
10. Annette van Kalkeren - 670
11. Tijmen Duist - 115
12. Herman Timmermans - 183
13. Olaf van Dijk - 208
14. Flora Lagerwerf-Vergunst - 236
15. David de Jong - 812
16. Joël Voordewind - 491
17. Gerdien Rots - 302
18. Koen de Snoo - 145
19. Paul Blokhuis - 209
20. Adriaan Hoogendoorn - 159
21. Willem Ouweneel - 1.921
22. Dick Schutte - 357
23. Melis van de Groep - 223
24. Hans Valkenburg - 130
25. Jan van Groos - 108
26. Meindert Leerling - 228
27. Janco Cnossen - 71
28. Jaap van Ginkel - 75
29. Ton Hardonk - 81
30. Joop Alssema - 401